# Портрет Алексея Григорьевича Щербатова
«Портрет Алексея Григорьевича Щербатова» — картина Джорджа Доу и его мастерской из Военной галереи Зимнего дворца.
Картина представляет собой погрудный портрет генерал-лейтенанта князя Алексея Григорьевича Щербатова из состава Военной галереи Зимнего дворца.
К началу Отечественной войны 1812 года генерал-майор князь Щербатов был шефом Костромского пехотного полка и командовал 18-й пехотной дивизией, отличился в сражениях под Кобрином и при Городечно, а за сражение на Березине был произведён в генерал-лейтенанты. Во время Заграничного похода 1813 года отличился в сражениях при Бауцене, под Лёвенбергом и в Битве народов под Лейпцигом, командовал 6-м пехотным корпусом. В кампании 1814 года во Франции блестяще проявил себя в сражении при Ла-Ротьере, за что был награждён орденом Св. Георгия 2-го класса.
Изображён в генерал-адъютантском мундире, введённом в 1815 году, с вензелем императора Александра I на эполетах. Слева на груди генерал-адъютантский аксельбант; по борту мундира крест Св. Георгия 2-го класса; справа на груди серебряная медаль «В память Отечественной войны 1812 года» на Андреевской ленте, крест прусского ордена Красного орла 3-й степени и звёзды орденов Св. Александра Невского, Св. Георгия 2-го класса и Св. Владимира 2-й степени (художник ошибочно не изобразил шейный крест этого ордена, поэтому её легко спутать со звездой 1-й степени, которую Щербатов получил лишь через несколько лет после написания портрета). С тыльной стороны картины надписи: Sherbatof и Geo Dawe RA pinxt. Подпись на раме: Князь А. Г. Щербатовъ 1й, Генералъ Лейтенантъ.
7 августа 1820 года Комитетом Главного штаба по аттестации князь Щербатов был включён в список «генералов, которых служба не принадлежит до рассмотрения Комитета» и 10 августа 1821 года император Александр I приказал написать его портрет. В это время князь Щербатов постоянно проживал в Москве, известно что в конце сентября того же года приезжал в Санкт-Петербург и встречался с Доу. Гонорар Доу был выплачен 24 февраля и 1 июля 1822 года. Готовый портрет был принят в Эрмитаж 7 сентября 1825 года.
При публикации в книге А. А. Подмазо о Военной галерее портреты А. Ф. Щербатова и А. Г. Щербатова оказались перепутаны местами. Во всех предыдущих публикациях они были расположены правильно.